# Colloïde
Een colloïde (of colloïdaal deeltje) is een klein deeltje dat groter is dan een molecuul en een diameter heeft tussen de 1 en de 10.000 nm. Colloïde is afgeleid van het Griekse kolla (lijm). Het begrip colloïde werd geïntroduceerd in 1861 door de Schotse wetenschapper Thomas Graham (1805-1869) die daarom wordt beschouwd als de grondlegger van de colloïdchemie.

## Eigenschappen
Een colloïde heeft enkele eigenschappen met een molecuul gemeen: onder meer de brownse beweging, diffusie, condensatie, kristallisatie. Maar een colloïde is veel groter dan een molecuul en verschilt dan ook in vele opzichten van een molecuul, zoals wat betreft microscopische zichtbaarheid, het Tyndall-effect, lichtbreking, verstrooiing, sedimentatie, concentratiegradiënt en elektroforetische eigenschappen, magnetische eigenschappen en grensvlakactiviteit. Deze eigenschappen worden benut bij wetenschappelijk onderzoek, en ze vinden daarnaast toepassing in commerciële producten, zoals latex, schuim, margarine, gelatine, legeringen, coatings en dergelijke.
Belangrijke toepassingen van colloïden worden gevonden in de fabricage van technische keramiek, informatiedragers (tapes, disks) en katalysatordragers. Hierbij is er een toenemende vraag naar steeds kleinere deeltjes. Deze zijn van belang voor katalyse, wegens hun grote oppervlak, maar bijvoorbeeld ook voor de labelling van eiwitten (bijvoorbeeld immunogoud). Daarnaast is er een groeiende belangstelling voor staafvormige colloïden die vloeibare kristallen kunnen vormen.

## Colloïdale mengsels
Colloïdale deeltjes bevinden zich in een gasvormig, vloeibaar of vast medium. De deeltjes vormen samen met dit medium een colloïdaal systeem of colloïdaal mengsel. De deeltjes zelf kunnen vast, vloeibaar of gasvormig zijn. Een colloïdaal systeem waarbij de deeltjes vast zijn en het medium vloeibaar, een colloïdale suspensie, bevindt zich in een toestand die het midden houdt tussen een oplossing en een neerslag. In tegenstelling tot een neerslag moet het colloïdale mengsel een zekere stabiliteit bezitten. De stabiliteit wordt soms (mede) verkregen door de aanwezigheid van een natuurlijk of toegevoegd dispersiemiddel, bijvoorbeeld een emulgator. Afhankelijk van de aggregatietoestanden van deeltje en medium, wordt gesproken van schuim, sol, emulsie of gel. Een suspo-emulsie is een colloïdaal systeem dat zowel een emulsie als een suspensie bevat.
Colloïdale deeltjes zijn vaak chemisch homogeen, maar daarvoor is geen noodzaak.
Colloïdale systemen kunnen worden ingedeeld aan de hand van de disperse fase van de colloïdale stof én de continue fase van het medium. Deze tabel geeft enkele voorbeelden.
|                        |           | Disperse fase (colloïdale stof)                     | Disperse fase (colloïdale stof)                  | Disperse fase (colloïdale stof)                                   |
| ---------------------- | --------- | --------------------------------------------------- | ------------------------------------------------ | ----------------------------------------------------------------- |
| Gas                    | Vloeistof | Vast                                                |                                                  |                                                                   |
| Continue fase (medium) | Gas       | <geen>                                              | Vloeibare aerosol, Voorbeeld: mist               | Vaste aerosol, Voorbeeld: rook                                    |
| Continue fase (medium) | Vloeistof | Schuim, Voorbeeld: scheerzeep, schuimkraag van bier | Emulsie, Voorbeelden: melk, mayonaise            | Suspensie, Vloeibare sol, Voorbeeld: verf, inkt, zetmeeloplossing |
| Continue fase (medium) | Vast      | Vast schuim, Voorbeeld: schuimrubber, puimsteen     | Vaste emulsie / Gel, Voorbeelden: gelatine, kaas | Vaste sol Voorbeeld: legeringen (brons)                           |

## Enkele voorbeelden toegelicht
- Margarine is een emulsie van waterdruppeltjes (dispers) in vet (continu).
- Slagroom is een schuim van luchtbelletjes (dispers) in vette room (continu). Met het kloppen van de room worden de luchtbelletjes in de room geslagen (gedispergeerd) tot slagroom.
- Brons kan beschouwd worden als een vast sol van tindeeltjes (dispers) in koper (continu).
- Rookdeeltjes (dispers) in lucht (continu) vormen een vast aerosol. Deze rookdeeltjes kunnen vervolgens optreden als condensatiekern voor het in lucht aanwezige water, met als resultaat: mistvorming. De mist is in dit geval een vloeibaar aerosol, waarbij de waterdruppeltjes (dispers) zich in lucht (continu) bevinden. Deze mistdruppeltjes bevatten dus, in dit geval, een vaste kern (het rookdeeltje).
- Latex (bijvoorbeeld de verf waarmee plafonds en wanden worden bestreken) is een suspensie of vloeibare sol van latexbolletjes (dispers) in water (continu). Deze suspensie heeft een zekere stabiliteit, maar die is beperkt. Daarom moet er bij gebruik vooraf worden geroerd. De meeste verven zijn colloïdale systemen van beperkte stabiliteit.
- Gelatine is een gel van waterdruppeltjes (dispers) in een netwerk van eiwitten (continu). Bij gels kan het netwerk ook door andere polymeren worden bewerkstelligd.
- Puimsteen is een vast schuim van luchtbelletjes (dispers) in lava (continu). Dit levert een heel licht gesteente op dat kan drijven op water.
- In de fysiologie spreekt men wel van de colloïdale ruimte bij de schildklierfollikels. In deze ruimte wordt het eiwit thyreoglobuline afgegeven dat het substraat vormt voor het hormoon thyroxine en andere hormonen van de schildklier.
- Een voorbeeld van een colloïdaal goud is immunogoud, dat bestaat uit gouddeeltjes waaraan antistoffen zijn bevestigd (dispers) die zich in een oplossing (continu) bevinden. Met behulp van immunogoud kunnen specifieke eiwitten doelgericht worden gemarkeerd in de cel.